# Rolfstorps GIF
Rolfstorps GIF bildades den 3 februari 1932 i dåvarande Rolfstorps landskommun. Redan 1930 hade en förening startats och samverkan med Åkulla fanns tidigt med.
 
Rolfstorps GIF bedriver mångsidig verksamhet, utöver fotbollen såväl bordtennis som gymnastik. Ungdomsverksamheten har aktiviteter från 5 års ålder. 
Fotbollslagen "samspelar" med Skällinge BK. Lagens respektive hemmaarenor är Gunnevi i Rolfstorp och Skällinge IP. 